# Sturnira nana
Sturnira nana là một loài động vật có vú trong họ Dơi mũi lá, bộ Dơi. Loài này được Gardner & O'Neill mô tả năm 1971.